# Gutskapelle Tantow

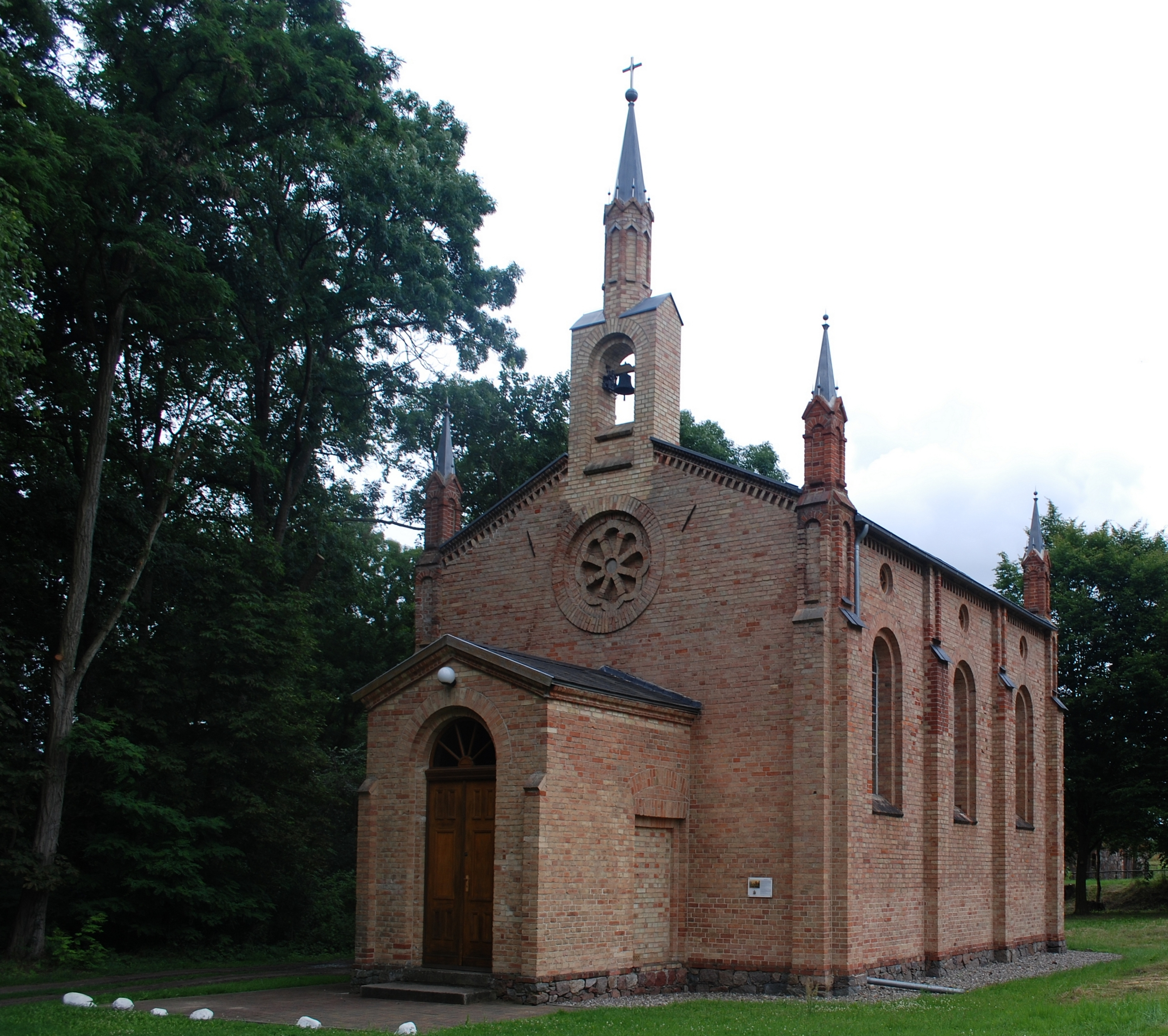
Gutskapelle Tantow

Die evangelische, denkmalgeschützte Gutskapelle Tantow steht in Tantow, einer Gemeinde im Landkreis Uckermark von Brandenburg. Sie gehört zum Pfarrsprengel Hohenselchow  in der Propstei Pasewalk der Evangelisch-Lutherischen Kirche in Norddeutschland („Nordkirche“).

## Beschreibung
Die neugotische Kapelle aus Backsteinen wurde von 1857 bis 1859 im Auftrag des Gutsherren Friedrich Wilhelm VI. von Eickstedt nach einem Entwurf von Friedrich August Stüler im Park des von Stüler entworfenen Herrenhauses erbaut. Sie besteht aus einem Langhaus aus drei Achsen, das mit einem Satteldach bedeckt und an den vier Ecken mit Fialen verziert ist, einer Apsis im Osten und einem Vorbau im Westen, der hinter dem Portal ein Vestibül beherbergt. Die Längswände des Langhauses haben Bogenfenster und darüber liegende Okuli zwischen Strebepfeilern. Die Fassade im Westen ist mit einer Fensterrose verziert und mit einem Glockengiebel bekrönt.
Während das Herrenhaus 1945 in den letzten Tagen des Zweiten Weltkriegs abbrannte, blieb die Kapelle weitgehend unbeschädigt. 1960 wurde eine Winterkirche eingebaut, 1999/2000 wurde sie originalgetreu restauriert.